# Шамайяр, Мария де
Мария де Шамайяр (фр. Marie Chamaillard; приблизительно 1345 — 18 ноября 1425, Аржантан, Королевство Франция) — французская аристократка, виконтесса де Бомон-о-Мэн, дочь Гийома де Шамайяра и Марии де Бомон-Бриенн, с 1371 года жена Пьера II, графа Алансона. Унаследовала владения дяди, Луи II де Бомон-Бриенна, погибшего в битве при Кошереле в 1364 году; эти земли, включавшие пять поместий, перешли к её потомкам, алансонской ветви династии Валуа. В браке родила по крайней мере восьмерых детей. Это были:
- Мария (1373—1417), жена с 1390 года Жана VII д’Аркура (1369—1452), графа д’Аркура и д’Омаля;
- Пьер (1374—1375);
- Жан (1375—1376);
- Мария (1377);
- Жанна (1378—1403)
- Екатерина (1380—1462), 1-й муж с 1411 года Пьер д’Эвре (1366—1412), инфант Наварры и граф де Мортен, 2-й муж с 1413 года Людвиг VII фон Виттельсбах (1365—1447), герцог Баварско-Ингольштадский;
- Маргарита (1386 — после 1400);
- Жан I (1385—1415), граф Алансон и Перш, 1-й герцог Алансонский[4][5].

Графиня Мария стала второстепенным персонажем художественного фильма Ридли Скотта «Последняя дуэль» (2021), где её сыграла Зое Брюно.